# Кобилка (притока Ками)
Коби́лка (рос. Кобылка) — річка в Каракулінському районі Удмуртії, Росія, права притока Ками.
Річка починається за 2 км на північний схід від села Шумшори. Протікає на південь, нижче села Кулюшево повертає на південний схід. Впадає до Ками в селі Юньга. Приймає декілька дрібних приток.
На річці розташовані села Кулюшево, Клестово та Юньга. В селі Кулюшево створено став, в двох перших селах збудовані автомобільні мости.